# El Tigre (Venezuela)
Pour les articles homonymes, voir El Tigre.
El Tigre (prononciation espagnole : el ˈtiɣɾe) est une ville du Venezuela, chef-lieu de la municipalité de Simón Rodríguez dans l'État d'Anzoátegui.

## Histoire
La ville est fondée le 23 février 1933 après la découverte le pétrole dans son sol.

## Personnalités liées à la ville
- Henry Licett, acteur, chanteur et mannequin
- Tarek William Saab, procureur général de la République